# Râul Zănicel
Râul Zănicel sau Râul Bobota este un curs de apă, afluent al râului Crasna. 